# New Pekin (Indiana)
New Pekin es un pueblo ubicado en el condado de Washington en el estado estadounidense de Indiana. En el Censo de 2010 tenía una población de 1401 habitantes y una densidad poblacional de 225,01 personas por km².

## Geografía
New Pekin se encuentra ubicado en las coordenadas 38°30′8″N 86°0′52″O / 38.50222, -86.01444. Según la Oficina del Censo de los Estados Unidos, New Pekin tiene una superficie total de 6.23 km², de la cual 6.14 km² corresponden a tierra firme y (1.41%) 0.09 km² es agua.

## Demografía
Según el censo de 2010, había 1401 personas residiendo en New Pekin. La densidad de población era de 225,01 hab./km². De los 1401 habitantes, New Pekin estaba compuesto por el 97.07% blancos, el 0.57% eran afroamericanos, el 0.21% eran amerindios, el 0.07% eran asiáticos, el 0.07% eran isleños del Pacífico, el 0.93% eran de otras razas y el 1.07% pertenecían a dos o más razas. Del total de la población el 2.36% eran hispanos o latinos de cualquier raza.